# دنیل ادیلی
دنیل ادیلی (هلندی: Dele Adeleye؛ زادهٔ ۲۵ دسامبر ۱۹۸۸) یک بازیکن فوتبال اهل نیجریه است.
وی همچنین در تیم‌های ملی فوتبال نیجریه نیجر بازی کرده‌است.